# Klaus von Storch

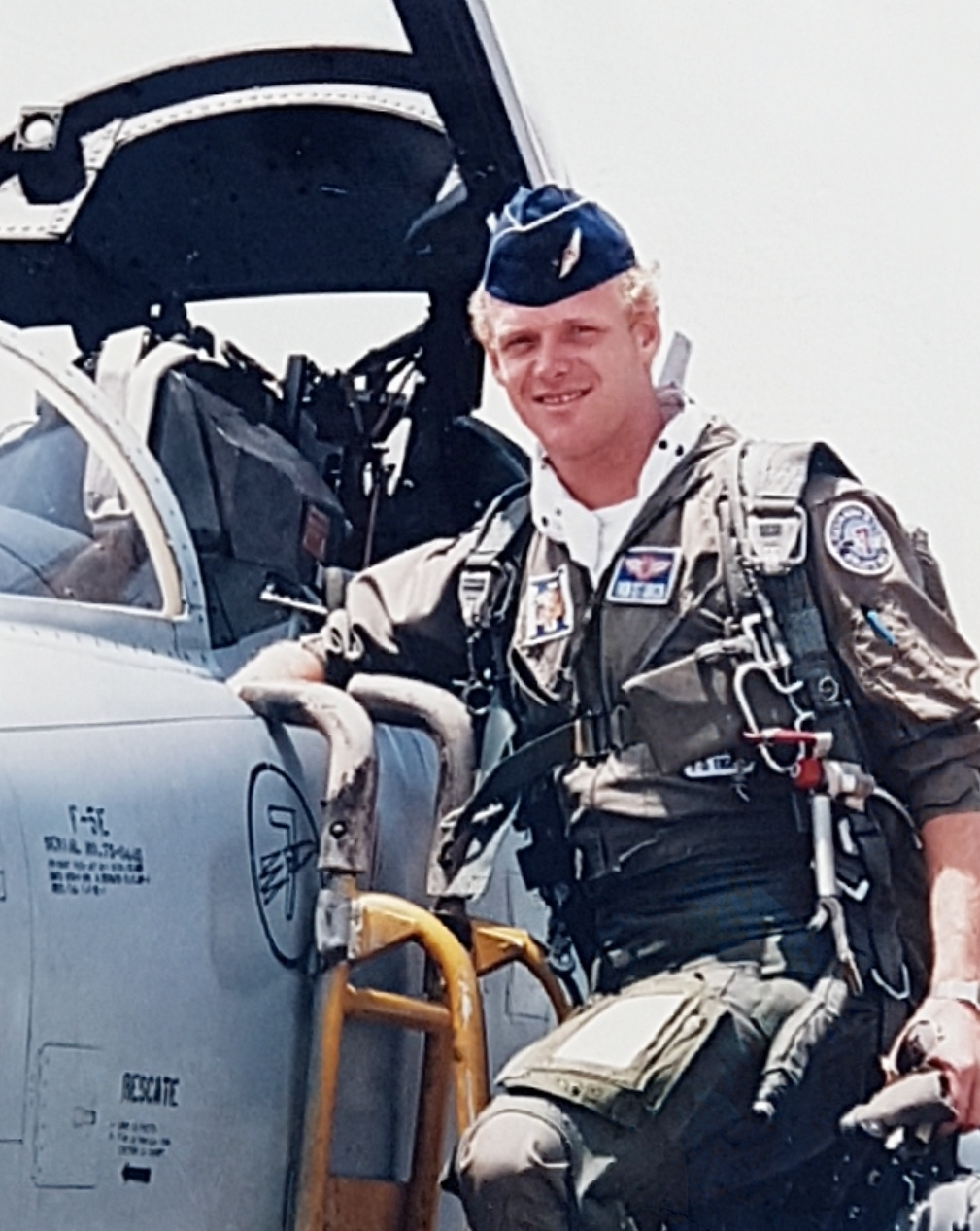
Klaus von Storch (1992)

Klaus Bernhard von Storch Krüger (* 20. Februar 1962 in Osorno, Chile) ist ein chilenischer Unternehmer, pensionierter Offizier der chilenischen Luftwaffe, Raumfahrtingenieur und früherer Astronautenkandidat.

## Leben
Von Storch Krüger ist der älteste von vier Söhnen des 1952 nach Chile eingewanderten deutschen Landwirts Berndt Detlev von Storch (1930–2004) und der deutschstämmigen Chilenin Antje Krüger. Er war Kampfpilot der chilenischen Luftwaffe. Im Jahr 1992 wurde er von der chilenischen Raumfahrtagentur Agencia Chilena del Espacio zusammen mit drei weiteren Anwärtern als Astronautenkandidat ausgewählt. Ende der 1990er Jahre wirkte er an der wissenschaftlichen Betreuung mehrerer Space-Shuttle-Flüge mit. Im Jahre 2002 wurde von Storch für den ersten Raumflug mit chilenischer Beteiligung ausgewählt. Infolge des Absturzes der Raumfähre Columbia im Februar 2003 wurden die Pläne jedoch nicht verwirklicht.
Die chilenische Raumfahrtagentur wandte sich an Russland, um einen Platz an Bord eines Sojus-Raumschiffs zu erhalten. Bei einem Besuch des russischen Präsidenten Putin in Chile wurde im Jahr 2004 ein entsprechendes Abkommen unterzeichnet. Im Gegensatz zu dem Brasilianer Marcos Pontes, der in einer vergleichbaren Situation war und im März 2006 mit Sojus TMA-8 ins All starten konnte, wurde von Storch jedoch nicht für einen Flug eingeteilt.
Von Storch ist Vizepräsident der gemeinnützigen Organisation für Astronomie Astrochile. Er ist Leiter der Gruppe Angelicum Chile, die am Google Lunar X-Prize teilnimmt. Zusammen mit seinem Bruder Jürgen von Storch führt er ein Bauunternehmen, das sich mit dem Bau von Wasserkraftwerken befasst.

## Familie
Von Storch ist verheiratet und hat zwei Kinder.
Klaus von Storch ist ein Bruder von Sven von Storch und damit ein Schwager von Beatrix von Storch (AfD).